# Savy British Cemetery
Savy British Cemetery est un cimetière militaire de la Première Guerre mondiale situé sur le territoire de la commune de Savy dans le département de l'Aisne.

## Historique
Le village de Savy fut occupé dès le 28 août 1914 et resta loin du front jusqu'au 1er avril 1917 quand le secteur fut repris par  la 32e division britannique après de durs combats. Repris par les Allemands, le village ne fut définitivement libéré que 17 septembre 1918 par la 34e division française.

## Caractéristiques
Le cimetière militaire britannique de Savy est situé à 300 m au sud du village, sur la route de Roupy. Il fut créé après la guerre par le regroupement de tombes de cimetières des champs de bataille des alentours et contient les tombes de 867 soldats britanniques dont plus de la moitié sont non identifiés et 1 Allemand. Le cimetière couvre une superficie de 2 555 mètres carrés et est entouré d'un mur de moellons.

## Galerie

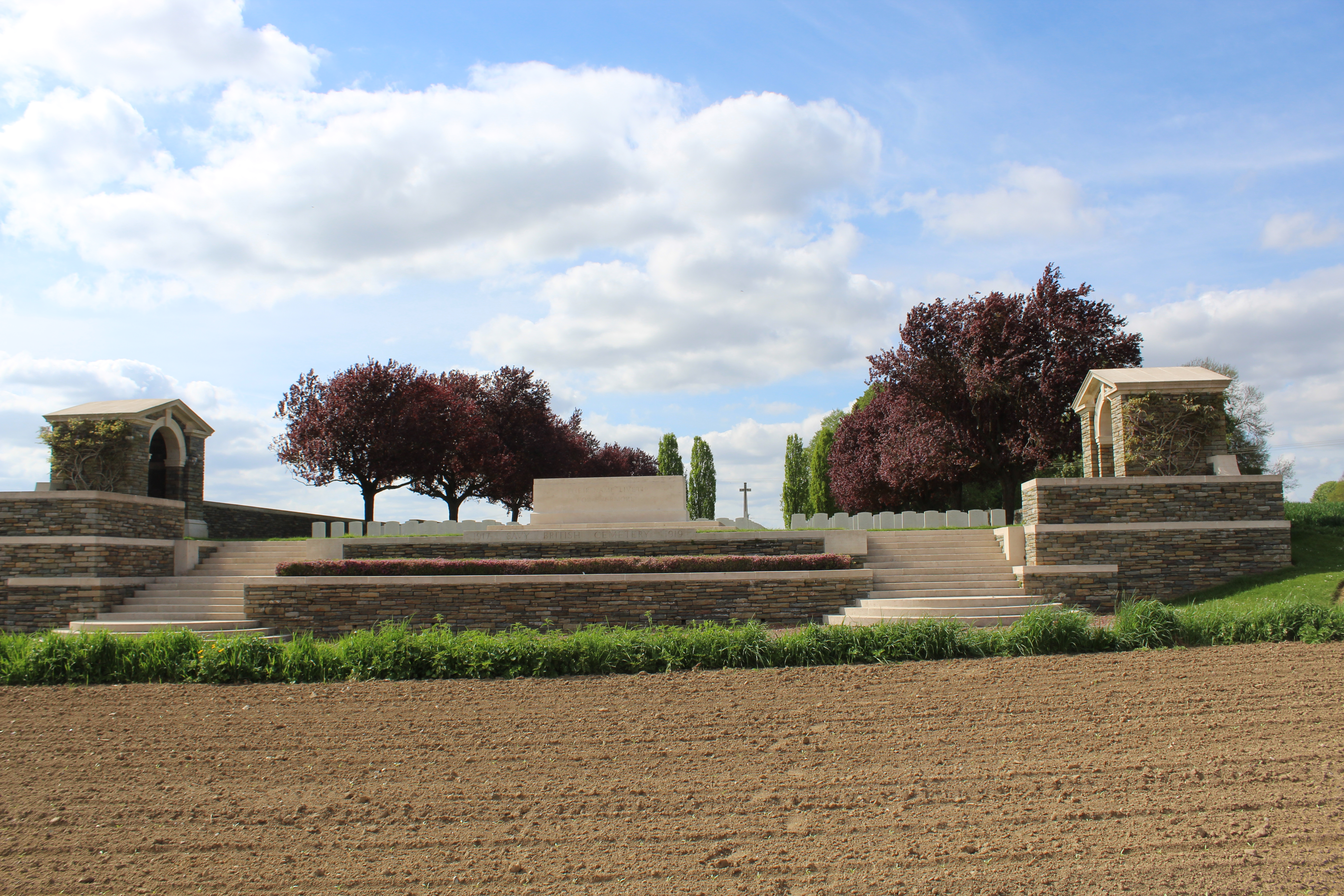
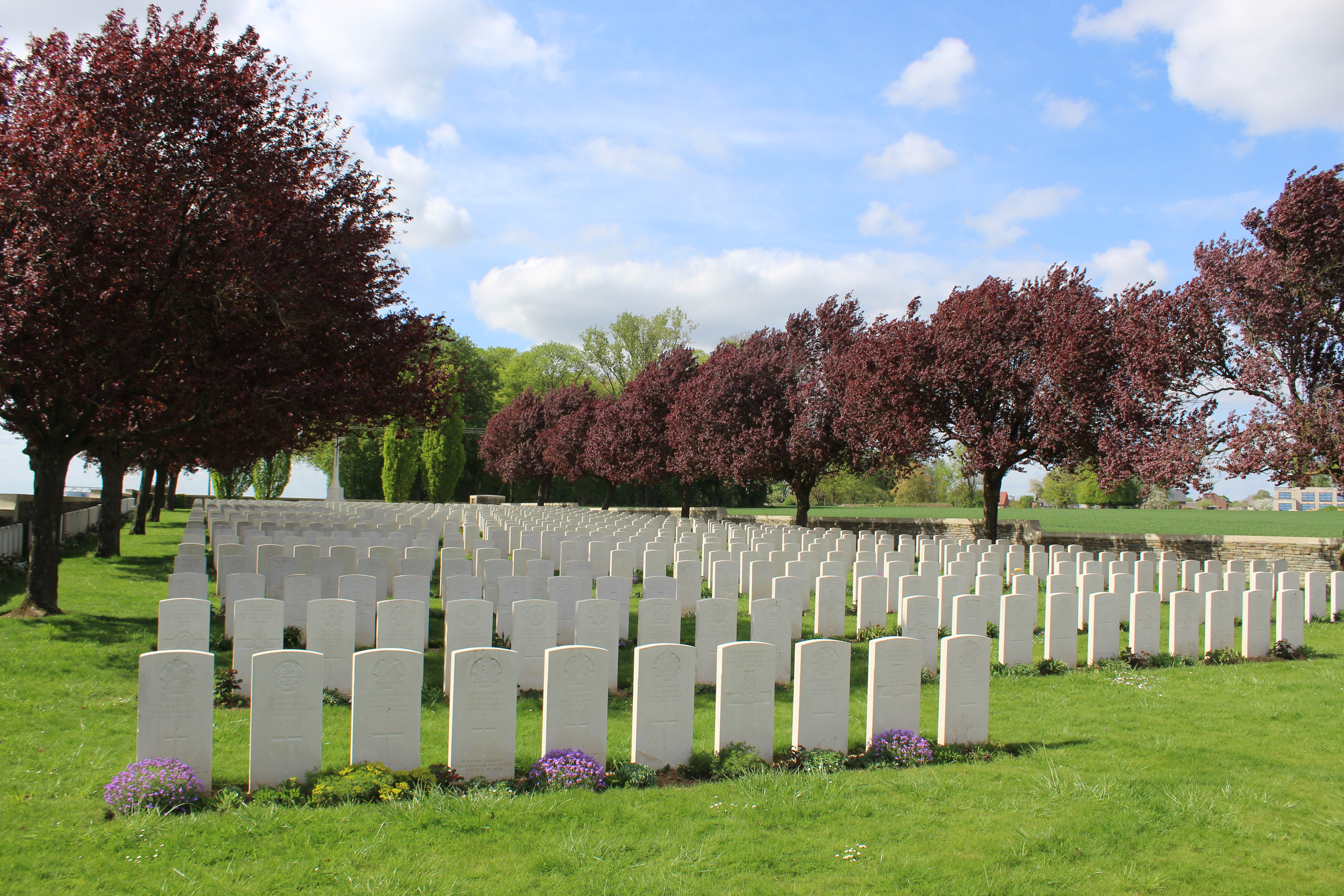
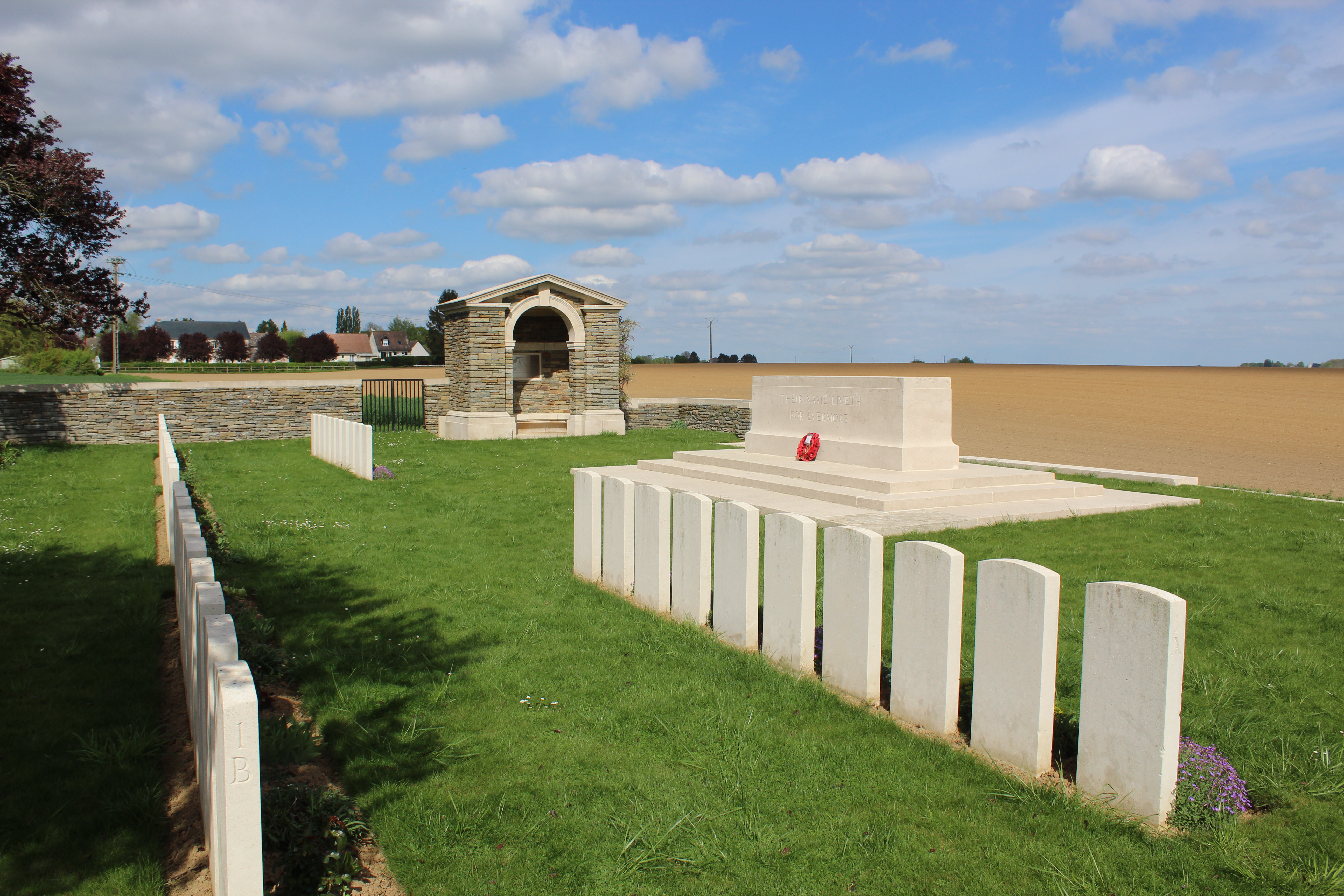
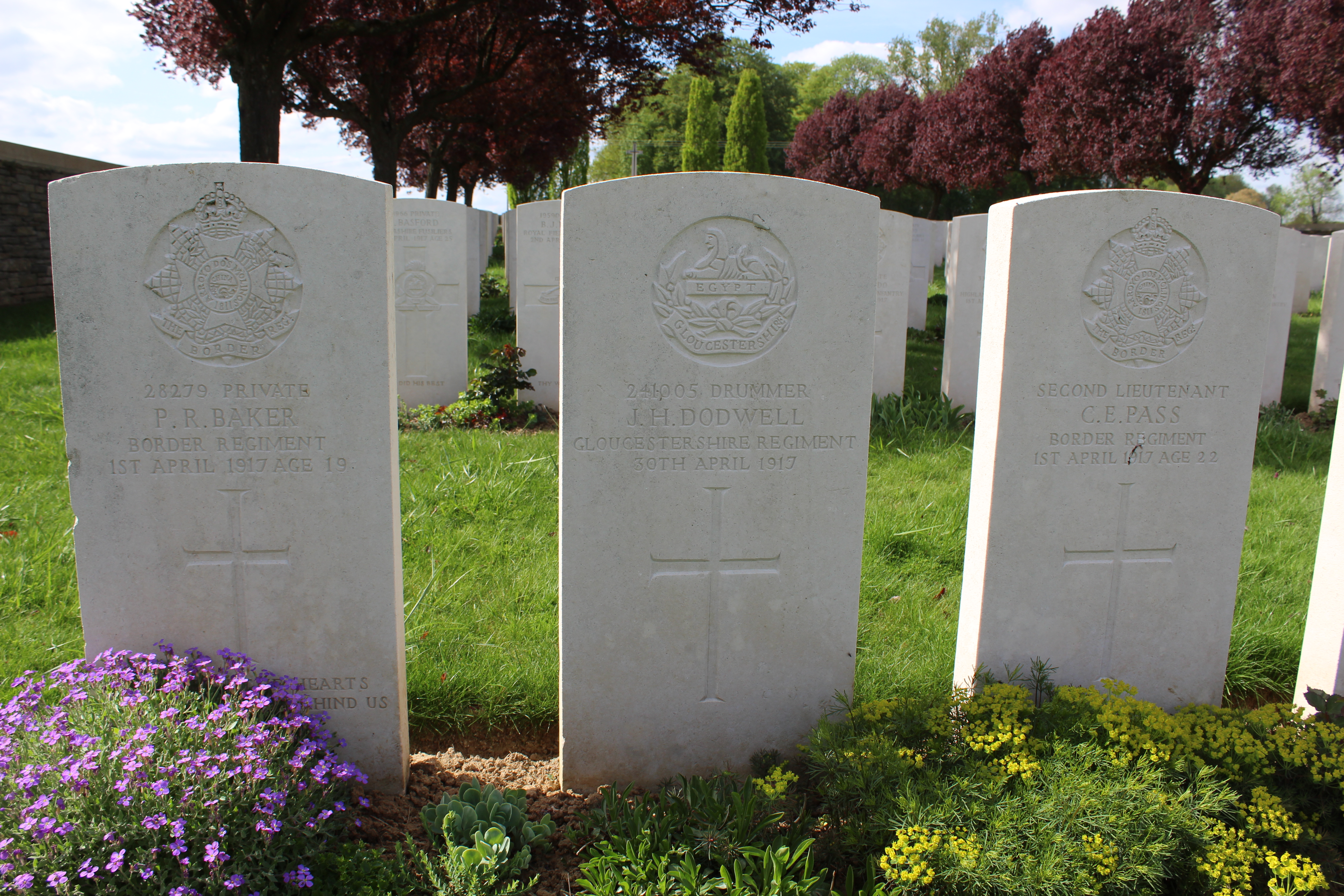

## Tombes
| Pays        | Tombes |
| ----------- | ------ |
| Royaume-Uni | 867    |
| Allemagne   | 1      |
| Total       | 868    |